# BVLGARI Aluminium Vision Gran Turismo
La BVLGARI Aluminium Vision Gran Turismo est un concept car virtuel développé par la maison italienne de luxe Bulgari pour le jeu vidéo Gran Turismo 7. Dévoilée lors des finales mondiales de la Gran Turismo World Series en décembre 2023 à Barcelone, cette création marque la première incursion de Bulgari dans l'univers automobile virtuel, fusionnant design horloger et esthétique automobile.

## Historique et conception
Inspirée de la montre emblématique BVLGARI Aluminium lancée en 1998, la BVLGARI Aluminium Vision Gran Turismo reflète l'esprit sportif et l'élégance minimaliste de la montre. Le véhicule adopte une carrosserie de type « barchetta », caractérisée par des lignes pures et géométriques, évoquant les concept cars italiens des années 1960 et 1970. Les matériaux utilisés, tels que l'aluminium et le caoutchouc, rappellent directement ceux de la montre, créant une harmonie entre les deux créations,,,.

## Collaboration horlogère
Parallèlement au concept car, Bulgari a dévoilé deux éditions limitées de la montre BVLGARI Aluminium en collaboration avec Gran Turismo. Ces modèles présentent des cadrans aux teintes vives, notamment le jaune, en hommage aux tableaux de bord des voitures de grand tourisme italiennes des années 1990. Les montres sont dotées d'un boîtier en aluminium, d'une lunette en caoutchouc et d'un fond en titane avec une gravure spéciale célébrant le 10e anniversaire de Vision Gran Turismo,,.